# Exocentroides unispinicollis
Exocentroides unispinicollis là một loài bọ cánh cứng trong họ Cerambycidae.